# Джамель Айнауї
Джамель Айнауї (фр. Djamel Ainaoui; нар. 20 березня 1975, Куррієр, регіон Нор-Па-де-Кале, департамент Па-де-Кале) — французький борець греко-римського стилю, срібний та бронзовий призер чемпіонатів Європи, срібний призер Кубка світу, учасник Олімпійських ігор.

## Біографія
Боротьбою почав займатися з 1983 року. Виступав за борцівський клуб «US Créteil» з Кретея.

## Спортивні результати на міжнародних змаганнях

### Виступи на Олімпіадах
| Змагання                    | Збірна  | Вагова категорія                 | Місце |
| --------------------------- | ------- | -------------------------------- | ----- |
| Літні Олімпійські ігри 2000 | Франція | греко-римська боротьба, до 58 кг | 12    |

### Виступи на Чемпіонатах світу
| Змагання                        | Збірна  | Вагова категорія                 | Місце |
| ------------------------------- | ------- | -------------------------------- | ----- |
| Чемпіонат світу з боротьби 1997 | Франція | греко-римська боротьба, до 58 кг | 10    |
| Чемпіонат світу з боротьби 1998 | Франція | греко-римська боротьба, до 58 кг | 27    |
| Чемпіонат світу з боротьби 1999 | Франція | греко-римська боротьба, до 58 кг | 31    |
| Чемпіонат світу з боротьби 2001 | Франція | греко-римська боротьба, до 58 кг | 5     |
| Чемпіонат світу з боротьби 2002 | Франція | греко-римська боротьба, до 60 кг | 12    |
| Чемпіонат світу з боротьби 2003 | Франція | греко-римська боротьба, до 60 кг | 32    |

### Виступи на Чемпіонатах Європи
| Змагання                         | Збірна  | Вагова категорія                 | Місце  |
| -------------------------------- | ------- | -------------------------------- | ------ |
| Чемпіонат Європи з боротьби 1997 | Франція | греко-римська боротьба, до 58 кг | Срібло |
| Чемпіонат Європи з боротьби 1998 | Франція | греко-римська боротьба, до 58 кг | 17     |
| Чемпіонат Європи з боротьби 2001 | Франція | греко-римська боротьба, до 58 кг | 9      |
| Чемпіонат Європи з боротьби 2002 | Франція | греко-римська боротьба, до 60 кг | Бронза |
| Чемпіонат Європи з боротьби 2003 | Франція | греко-римська боротьба, до 60 кг | 7      |
| Чемпіонат Європи з боротьби 2005 | Франція | греко-римська боротьба, до 60 кг | 10     |

### Виступи на Кубках світу
| Змагання                    | Збірна  | Вагова категорія                 | Місце  |
| --------------------------- | ------- | -------------------------------- | ------ |
| Кубок світу з боротьби 2001 | Франція | греко-римська боротьба, до 58 кг | Срібло |

### Виступи на інших змаганнях
| Змагання                                                             | Збірна  | Вагова категорія                 | Місце  |
| -------------------------------------------------------------------- | ------- | -------------------------------- | ------ |
| Середземноморські ігри 1997                                          | Франція | греко-римська боротьба, до 58 кг | 6      |
| Гран-прі Німеччини з боротьби 1998                                   | Франція | греко-римська боротьба, до 58 кг | Срібло |
| Олімпійський кваліфікаційний турнір з боротьби 2000 (Фаенца)         | Франція | греко-римська боротьба, до 58 кг | Срібло |
| Олімпійський кваліфікаційний турнір з боротьби 2000 (Клермон-Ферран) | Франція | греко-римська боротьба, до 58 кг | Срібло |
| Олімпійський кваліфікаційний турнір з боротьби 2000 (Ташкент)        | Франція | греко-римська боротьба, до 58 кг | 5      |
| Середземноморські ігри 2001                                          | Франція | греко-римська боротьба, до 58 кг | Золото |
| Олімпійський кваліфікаційний турнір з боротьби 2004 (Новий Сад)      | Франція | греко-римська боротьба, до 60 кг | 9      |
| Олімпійський кваліфікаційний турнір з боротьби 2004 (Ташкент)        | Франція | греко-римська боротьба, до 60 кг | 8      |

### Виступи на змаганнях молодших вікових груп
| Змагання                                       | Збірна  | Вагова категорія                 | Місце |
| ---------------------------------------------- | ------- | -------------------------------- | ----- |
| Чемпіонат Європи з боротьби серед юніорів 1993 | Франція | греко-римська боротьба, до 58 кг | 6     |
| Чемпіонат Європи з боротьби серед молоді 1994  | Франція | греко-римська боротьба, до 57 кг | 7     |
| Чемпіонат світу з боротьби серед молоді 1995   | Франція | греко-римська боротьба, до 57 кг | 6     |
| Чемпіонат світу з боротьби серед юніорів 1992  | Франція | греко-римська боротьба, до 54 кг | 5     |